# Piwoda
Piwoda – wieś w Polsce, położona w województwie podkarpackim, w powiecie jarosławskim, w gminie Wiązownica.
Prywatna wieś szlachecka, położona w województwie ruskim, w 1739 roku należała wraz z folwarkiem do klucza Jarosław Lubomirskich. W latach 1975–1998 miejscowość administracyjnie należała do województwa przemyskiego.

## Integralne części wsi
| SIMC    | Nazwa      | Rodzaj     |
| ------- | ---------- | ---------- |
| 0612571 | Hutki      | przysiółek |
| 0612950 | Pod Piwodą | przysiółek |
| 0612565 | Stawy      | część wsi  |

## Historia
Wieś powstała na początku XVII wieku i była w rejestrach poborowych ziemi przemyskiej w 1628 roku wzmiankowana jako Wola, Morawin Staw alias Pywoda i posiadała wówczas 3 łanów kmiecych. W 1651 roku wieś była wzmiankowana jako Wola Piwoda alias Morowin Staw. W 1658 roku wieś wzmiankowana była jako Wola Piwoda
. W 1674 roku wieś wzmiankowana jako Piwoda, we wsi był folwark, którego zarządcami byli Jastkowski, Lubieniecki i Dąbrowski. Piwoda w 1674 roku posiadała 18 domów (w tym w folwarku było 6 domów).
W 1863 roku we wsi było 60 domy. W 1897 roku wybrano zwierzchność gminną, której naczelnikiem został Sebastian Wysocki. W 1902 roku było 782 mieszkańców w 124 domach. W 1921 roku w Piwodzie było 153 domy.

## Kościół
Piwoda należała do parafii w Wiązownicy. W 1980 roku rozpoczęto budowę kościoła, a w 1982 roku kościół pw. Matki Bożej Częstochowskiej, został poświęcony przez bpa Bolesława Taborskiego.
W 1994 roku została erygowana parafia w Piwodzie. 3 listopada 2013 roku odbyła się konsekracja kościoła, której dokonał abp Józef Michalik.

## Oświata

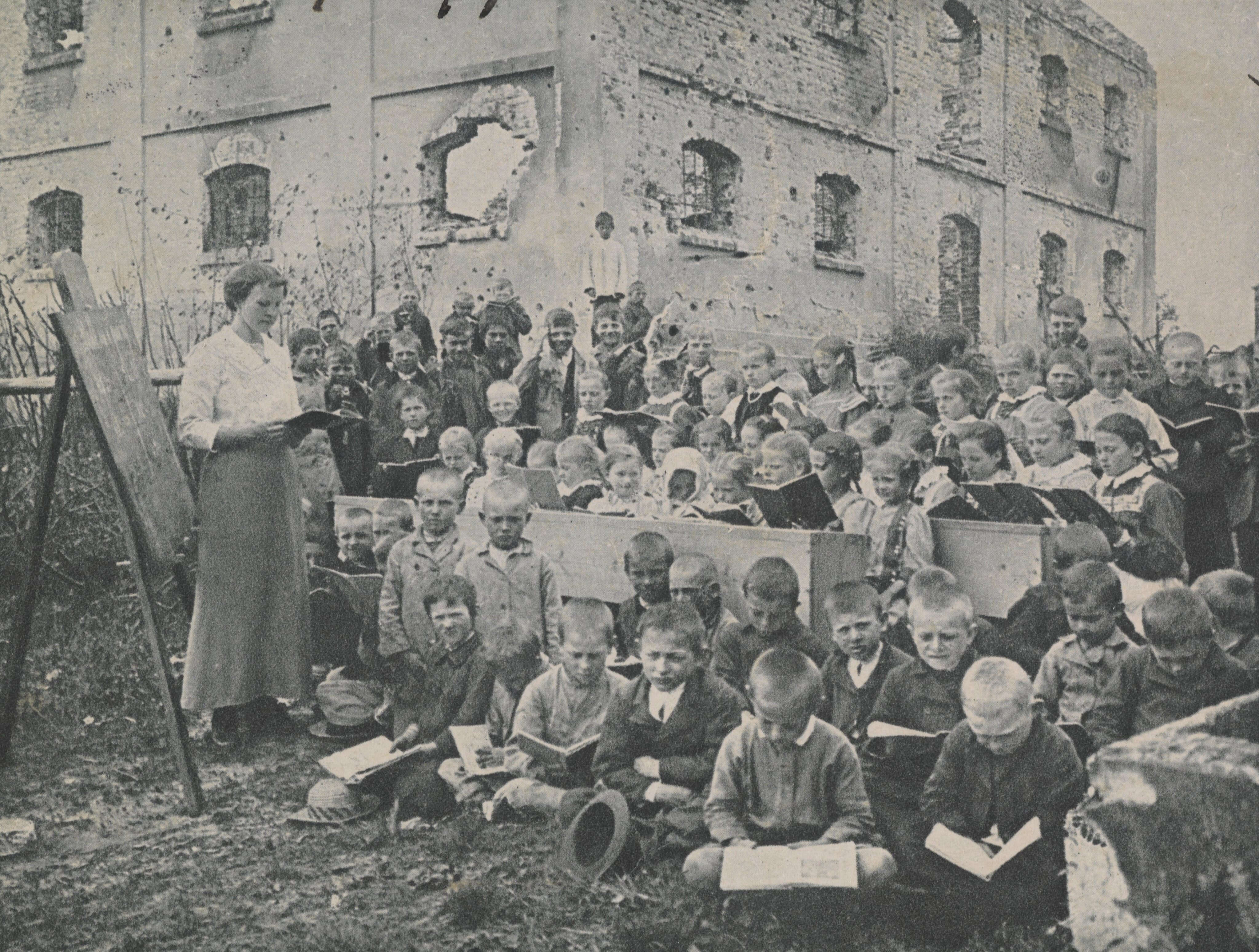
Piwoda, obrazek szkolny, 1916

Początki szkolnictwa w Piwodzie są datowane na 1868 rok gdy powstała szkoła trywialna. W 1868 roku z fundacji księcia Adama Czartoryskiego i jego córki Wandy, zbudowano murowany budynek szkolny. 
W latach 1868–1873 szkoła w Piwodzie była trywialna, w latach 1873–1874 szkoła była ludowa, a w latach 1874–1877 była to szkoła filialna, a w latach 1878–1927 szkoła była 1-klasowa. W 1910 roku powstała szkoła eksponowana Hutki ad Piwoda, dla dzieci z Hutek i Olchowy. W 1914 roku w czasie wojny zniszczona została cała wieś i szkoły. W latach 1914–1939 szkoła mieściła się w dworskim spichlerzu. W 1927 roku szkoła stała się 2-klasowa.
W latach 1936–1937 podjęto decyzję o budowie nowej szkoły, którą ukończono w 1939 roku. Podczas II wojny światowej szkoła była częściowo zdewastowana przez stacjonujące w niej wojska sowieckie i niemieckie. W 1998 roku patronem szkoły został Jan Paweł II. W 1999 roku w wyniku reformy oświaty powstały 6-letnia szkoła podstawowa i 3-letnie gimnazjum. W 2008 roku utworzono zespół szkół. Obecnie szkoła posiada także szkołę filialną w Cetuli.